# Bojan Zajić
Bojan Zajić (serbisch-kyrillisch Бојан Зајић, * 17. Juni 1980 in Kruševac, SFR Jugoslawien) ist ein ehemaliger serbischer Fußballspieler.

## Karriere

### Vereine
Aus der Jugendmannschaft des FK Napredak Kruševac hervorgegangen, rückte Zajić im Alter von 18 Jahren in die erste Mannschaft des Vereins auf und wurde in zwölf Punktspielen in der Druga liga, der zweithöchsten Spielklasse in der seinerzeitigen Bundesrepublik Jugoslawien, eingesetzt, in denen er ein Tor erzielte. Am Ende seiner zweiten Saison im Seniorenbereich trug er mit zwei Toren in 26 Ligaspielen zum Aufstieg in die Prva liga SR Jugoslavije, der Ersten Liga, bei. Seine Premierensaison in dieser Spielklasse – er erzielte sechs Tore in 31 Punktspielen – beendete sein Verein auf Platz 16 von 18 Mannschaften, was den Abstieg zur Folge hatte.
Daraufhin wechselte er zum Erstligisten FK Obilić, für den er von 2001 bis 2005 in 109 Ligaspielen zum Einsatz kam und dabei zehn Tore erzielte. Danach machte er in 14 Punktspielen für den Zweitligisten FK BASK in der Rückrunde der Saison 2005/06 auf sich aufmerksam und wurde vom Erstligisten FK Partizan Belgrad verpflichtet. Mit drei Toren in 26 Spielen – Meisterrunde mit einbezogen – trug er zum zweiten Platz in der Meisterschaft am Saisonende 2006/07 bei.
Per Leihe wechselte Zajić im Sommer 2007 zum norwegischen Erstligisten Vålerenga Oslo. Aus dem Leihgeschäft entwickelte sich mit Beginn der Saison 2008 eine dauerhafte Bindung zum Verein. Zajić spielte bis zum Ende der Saison 2013 für den Verein, erzielte dabei 26 Tore in saisonübergreifend 143 Ligaspielen, und gewann am 9. November 2008 mit dem 4:1-Finalsieg über den Stabæk IF den norwegischen Fußballpokal.
Von 2014 bis 2015 bestritt er 56 Meisterschaftsspiele für den Sarpsborg 08 FF, der 2013 über die Relegation die Spielklasse halten konnte. Für seinen letzten Verein Sandnes Ulf kam er 2016 und 2017 in der zweitklassigen OBOS-ligaen in 41 Punktspielen zum Einsatz, in denen er zwei Tore erzielte. Seine Spielerkarriere ließ er in 2017 und 2018 in der zweiten Mannschaft von Sandnes Ulf in einer unterklassigen Liga ausklingen. 2021 und 2022 war er Co-Trainer der ersten Mannschaft von Sandnes Ulf in der OBOS-ligaen und unterstützte Cheftrainer Bjarne Berntsen.

### Nationalmannschaft
Zajić bestritt in einem Abstand von vier Jahren zwei Länderspiele. Er debütierte am 11. Juli 2004 im japanischen Fukuoka – im Rahmen des Einladungsturniers um den Kirin Cup – beim 2:0-Sieg über die A-Nationalmannschaft der Slowakei per Einwechslung für Dragan Mladenović in der 70. Minute für Serbien und Montenegro. Sein zweites Länderspiel bestritt er am 14. Dezember 2008 im türkischen Aksu bei der 0:1-Niederlage gegen die A-Nationalmannschaft Polens für das mittlerweile eigenständige Serbien.

## Erfolge
- Norwegischer Pokalsieger: 2008
- Serbischer Vizemeister: 2007
- Meister Druga liga und Aufstieg in die Prva liga SR Jugoslavije: 2000